# Molen van Piet (Tuitjenhorn)
De Molen van Piet is een windmolen in Tuitjenhorn in de Nederlandse provincie Noord-Holland.
De molen is in 2007 gebouwd als ontvangstruimte en ter verfraaiing van het Dierenpark Blankendaell. De molen heeft geen traditionele functie en derhalve geen binnenwerk. Wel draait de molen op vrijwillige basis.
De roeden van de molen hebben een lengte van 16 meter en zijn voorzien van het oudhollands hekwerk met zeilen.